# Cameron (Carolina del Sud)
Cameron és una població dels Estats Units a l'estat de Carolina del Sud. Segons el cens del 2000 tenia 449 habitants.

## Demografia
Segons el cens del 2000, Cameron tenia 449 habitants, 185 habitatges i 125 famílies. La densitat de població era de 55,2 habitants/km².
Dels 185 habitatges en un 25,9% hi vivien nens de menys de 18 anys, en un 51,9% hi vivien parelles casades, en un 11,9% dones solteres, i en un 32,4% no eren unitats familiars. En el 30,3% dels habitatges hi vivien persones soles el 14,6% de les quals corresponia a persones de 65 anys o més que vivien soles. El nombre mitjà de persones vivint en cada habitatge era de 2,41 i el nombre mitjà de persones que vivien en cada família era de 3,04.
Per edats la població es repartia de la següent manera: un 24,1% tenia menys de 18 anys, un 4,9% entre 18 i 24, un 22,9% entre 25 i 44, un 29,2% de 45 a 60 i un 18,9% 65 anys o més.
L'edat mediana era de 43 anys. Per cada 100 dones de 18 o més anys hi havia 101,8 homes.
La renda mediana per habitatge era de 39.792 $ i la renda mediana per família de 50.000 $. Els homes tenien una renda mediana de 33.542 $ mentre que les dones 20.417 $. La renda per capita de la població era de 22.463 $. Entorn del 10,2% de les famílies i el 12,5% de la població estaven per davall del llindar de pobresa.

## Poblacions més properes
El següent diagrama mostra les poblacions més properes.